# Homem das cavernas
Homem das cavernas é um estereótipo de personagem representativo do ser humano primitivo no Paleolítico. A popularização do tipo data do início do século XX, quando o Homem de Neandertal foi influentemente descrito como "símio" ou semelhante a um macaco por Marcellin Boule e Arthur Keith.
Embora o conhecimento da evolução humana no Pleistoceno tenha se tornado muito mais detalhado, o estereótipo não desapareceu, apesar de conflitar anacronicamente características de humanos arcaicos e primeiros humanos modernos.
Carlos Lineu em sua décima edição de Systema Naturae (1758/1759) descreveu uma espécie irmã de Homo sapiens chamada Homo troglodytes, também conhecida como ‘orang outang’, que significaria “homem da floresta” em um dos idiomas falados na região que hoje é a Indonésia. Em 1768, Lineu destituiu a humanidade do Homo troglodytes em sua obra influenciado pela opinião de outros naturalistas contemporâneos, como Buffon.

## Características

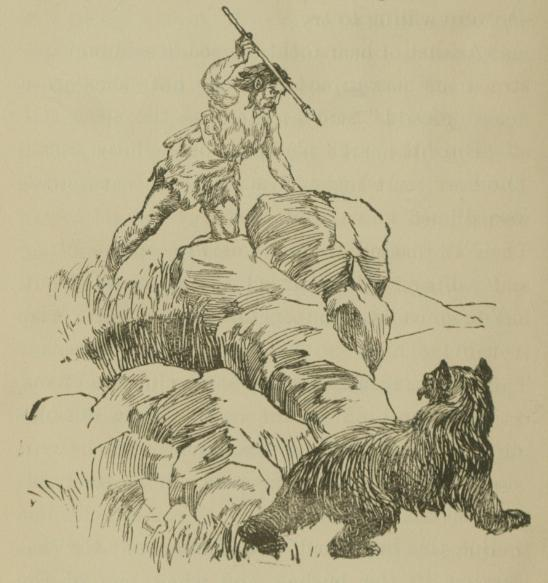
Ilustração do romance The Cave Boy of the Age of Stone (1907) de Margaret A. McIntyre, artista desconhecido.

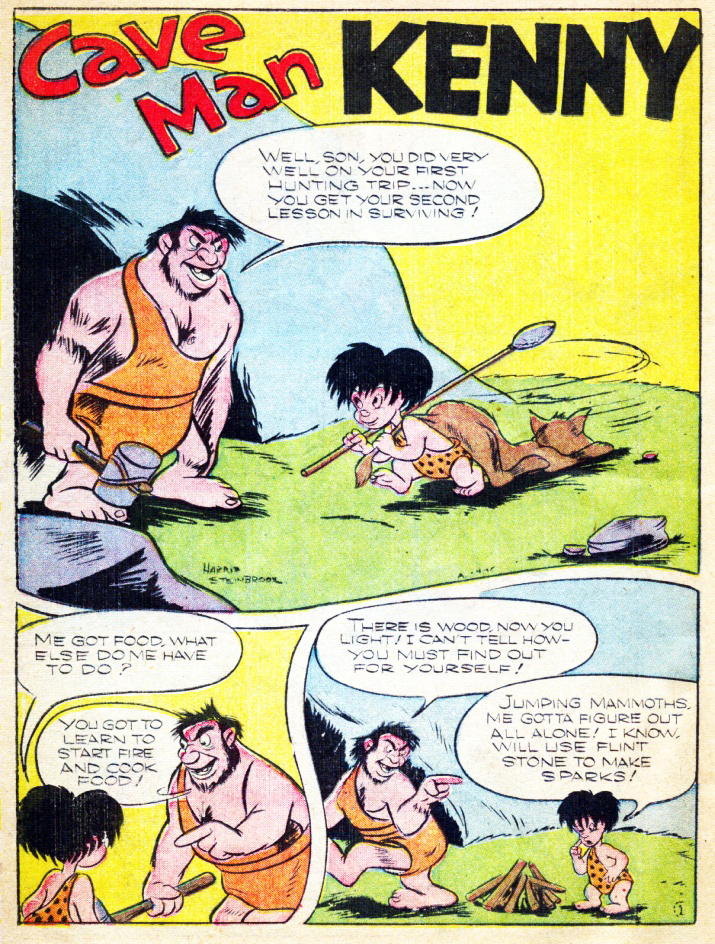
Cave Man Kenny, The Black Terror #16, outubro de 1946, arte de Harris Steinbrook.

Homens das cavernas são tipicamente retratados a vestir peles de animais desgrenhados e capazes de pintar em cavernas como seres humanos modernos do último período glacial. Anacronicamente, eles são mostrados simultaneamente armados com pedras ou tacos de osso de gado que também são pedras, ininteligentes e agressivos, se expressando em grunhidos sem sentido, caçando mamutes com uma lança, quase sempre usando um porrete de madeira pesado na mão, passando por um ambiente hostil ("bestas ferozes", erupções vulcânicas, elementos desencadeados etc.) e apropriando-se de uma mulher nocauteando-a e arrastando-a pelos cabelos. O termo "homem das cavernas" às vezes é usado coloquialmente para se referir a neandertais ou cro-magnons (Homo sapiens do Paleolítico).
A cultura popular também representa frequentemente homens das cavernas como vivendo com ou ao lado de dinossauros, embora os dinossauros não aviários tenham sido extintos no final do período cretáceo, 66 milhões de anos antes do surgimento da espécie Homo sapiens.
A imagem deles vivendo em cavernas decorre do fato de que as cavernas são onde a preponderância de artefatos foi encontrada nas culturas europeias da Idade da Pedra, era mais provável que as cavernas fossem locais de reuniões religiosas ou abrigos temporários, e não os locais de residência dos chamados "homens das cavernas". Se eles realmente passaram a maior parte do tempo se movimentando e construindo abrigos temporários, é correto que pouquíssimas evidências nesse sentido tenham permanecido até hoje. Até o último período glacial, a grande maioria dos homininis não vivia em cavernas, sendo tribos nômades de caçadores-coletores que viviam em uma variedade de estruturas temporárias, como tendas e cabanas de madeira (por exemplo, em Ohalo). Suas sociedades eram semelhantes às de muitos povos indígenas modernos. Porém, algumas genuínas habitações em cavernas existiam, como no Monte Carmelo, em Israel.
Os homens das cavernas estereotipados são tradicionalmente retratados usando roupas do tipo bata, feitas de pele de animal e seguradas por uma alça de ombro de um lado, e carregando grandes porretes com formato cônico. Eles geralmente têm nomes semelhantes a grunhidos, como Ugg e Zog.
Outras características do arquétipo "homem das cavernas" são:
- As roupas da mulher das cavernas são apresentadas como cobrindo os seios,[1] que corresponde mais a uma tradição ocidental do que a um fato histórico;
- As armas neolíticas incluída uma ampla gama de elementos, tais como lanças, pedras, fundas, machados e arcos; não apenas porrete;
- Os "homens das cavernas" tinham um nível de inteligência semelhante ao dos humanos modernos;

## História

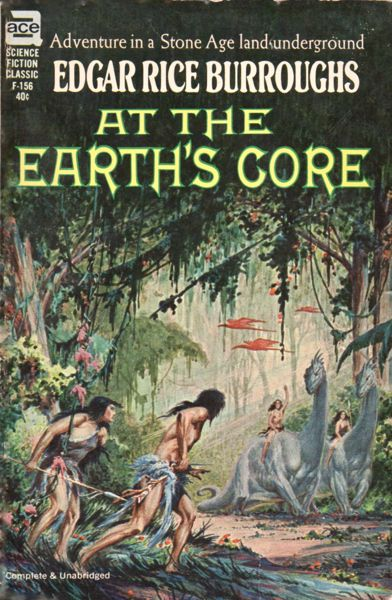
Homens das cavernas e dinossauros no mundo perdido de Pellucidar, capa do livro At The Earth's Core de Edgar Rice Burroughs, 1962, arte de Roy Krenkel.

"Homens selvagens" heráldicos semelhantes a homens das cavernas foram encontrados na iconografia europeia e africana por centenas de anos. Durante a Idade Média, essas criaturas eram geralmente representadas na arte e na literatura como barbadas e cobertas de cabelos, e muitas vezes empunhando porretes e habitando cavernas. Enquanto os homens selvagens sempre foram retratados como vivendo fora da civilização, havia um debate em andamento  se eles eram humanos ou animais.
Em O Mundo Perdido, de Sir Arthur Conan Doyle (1912), homens-macacos são retratados em uma luta com humanos modernos. Edgar Rice Burroughs adaptou essa ideia em The Land That Time Forgot (1918). Surgiu um gênero de filmes de homens das cavernas, tipificado por Man's Genesis, de D. W. Griffith (1912); eles inspiraram a tomada satírica de Charles Chaplin, em His Prehistoric Past (1914), bem como Brute Force (1914), The Cave Man (1912) e mais tarde Cave Man (1934). Pelas descrições, os personagens de Griffith não podem falar e usar paus e pedras para armas, enquanto o herói de Cave Man é uma figura  tarzanesca que luta contra dinossauros.
Brute Force, de D. W. Griffith, um filme mudo lançado em 1914, representa um dos primeiros retratos de homens das cavernas e dinossauros juntos; exemplos mais recentes incluem a tira de jornal B.C. e a série de televisão animada The Flintstones.
A combinação anacrônica de homens das cavernas com os dinossauros tornou-se um estereótipo humorístico. As tiras de jornal B.C., Alley Oop, Piteco, a história em quadrinhos espanhola Mortadelo y Filemón e, ocasionalmente, o cartoon The Far Side e Gogs retratam "homens das cavernas" com dinossauros. Gary Larson, em The Prehistory of The Far Side, afirmou que certa vez sentiu que precisava confessar seus pecados nos cartoons a esse respeito: "Ó Pai, eu interpretei homens primitivos e dinossauros nos mesmo cartoons". A série The Flintstones, uma paródia de sitcoms, retrata os Flintstones mesmo usando dinossauros e mamíferos pré-históricos como ferramentas, eletrodomésticos, veículos e máquinas de construção. Outros exemplo incluem o Capitão Caverna, os irmãos Rocha de Corrida Maluca e os filmes Caveman, One Million Years B.C., A Guerra do Fogo, The Clan of the Cave Bear, Early Man, Os Croods, 10.000 a.C. e Alpha.
Homens das cavernas estereotipados também são frequentemente apresentados na publicidade, incluindo anúncios da Minute Maid. No início de 2004, a GEICO lançou uma série de comerciais de televisão e tentativas de marketing viral, conhecidas coletivamente como campanha publicitária da GEICO Cavemen, onde os anunciantes da GEICO são repetidamente denunciados por homens das cavernas modernos por perpetuarem um estereótipo de homens das cavernas ininteligentes e atrasados. Os anúncios da GEICO geraram uma série de TV de curta 